# Ladislav Vízek
Ladislav Vízek (Chlumec nad Cidlinou, 22 gennaio 1955) è un ex calciatore cecoslovacco, che conquistò la medaglia d’oro alle olimpiadi del 1980; nello stesso anno fece parte della nazionale che colse il terzo posto agli europei.

## Biografia
Sua figlia Pavlína ha sposato il calciatore ceco Vladimír Šmicer nel 1996.

## Carriera
Inizia la carriera calcistica in patria nel Dukla Zatek. Nel 1975 entra nella squadra del Dukla Praga all'epoca una delle squadre più forti e più titolate in Cecoslovacchia. Vízek vince il campionato nel 1976, 1978 e 1981 e la coppa nazionale nel 1981, 1983 e 1985. Al Dukla conclude la propria avventura realizzando 115 reti in 321 presenze di campionato.
Passa ai francesi del Le Havre dove in due stagioni disputa 61 incontri realizzando 11 reti.

## Nazionale
Chiamato in 55 occasioni, siglò 13 goal in Nazionale.
Conquistò la medaglia d'oro alle olimpiadi del 1980. Nello stesso anno fece parte della nazionale che colse il terzo posto agli europei, dove segnò una rete contro la Grecia nel primo turno. Anche nel 1982 giocò i mondiali, venendo espulso nei minuti finali della partita contro l'Inghilterra.

## Palmarès

### Club
- Campionato cecoslovacco: 3

Dukla Praga: 1976-1977, 1978-1979, 1981-1982
- Coppa di Cecoslovacchia: 3

Dukla Praga: 1981, 1983, 1985

### Nazionale
- Oro olimpico: 1

Mosca 1980

### Individuale
- Capocannoniere del campionato cecoslovacco: 1

1981-1982 (15 reti)
- Calciatore cecoslovacco dell'anno: 2

1983, 1985